# آلیس هاول
آلیس هاول (انگلیسی: Alice Howell؛ ۲۰ مه ۱۸۸۶ – ۱۱ آوریل ۱۹۶۱) بازیگر اهل ایالات متحده آمریکا بود.

## فیلم‌شناسی
از فیلم‌هایی که وی در آن نقش داشته‌است، می‌توان به بخت عاشقان، گرفتار در کاباره، مانده در باران، عشق جریحه‌دار شده تیلی و عشق خالص اشاره کرد.